# Poillé-sur-Vègre
Poillé-sur-Vègre település Franciaországban, Sarthe megyében. Lakosainak száma 597 fő (2022. január 1.). Poillé-sur-Vègre Avessé, Asnières-sur-Vègre, Auvers-le-Hamon, Chevillé, Fontenay-sur-Vègre és Val-du-Maine községekkel határos.

## Népesség
A település népességének változása:
| Lakosok száma | 625  | 612  | 631  | 617  | 615  | 612  | 605  | 598  | 597  |
|               | 2013 | 2015 | 2016 | 2017 | 2018 | 2019 | 2020 | 2021 | 2022 |